# Camel (banda)
Camel es un grupo de rock británico, formado en Londres en 1969 y consolidado en 1971. Es uno de los pioneros del rock progresivo, y uno de los pilares fundamentales del género, junto a bandas como Pink Floyd, Yes, Genesis, o King Crimson. También participó en la Escena de Canterbury.
Considerada como una de las mejores bandas inglesas surgidas en la década de 1970, Camel combinó elementos tomados del jazz, la música clásica y barroca, el blues e incluso la música electrónica, para crear álbumes de notable creatividad y precisión técnica.

## Historia

### Orígenes (1964 - 1971)
Los inicios de Camel se sitúan hacia 1964, cuando los hermanos Andrew e Ian Latimer se unieron a sus amigos Alan Butcher y Richard Over para formar un grupo llamado The Phantom Four. En 1969, Andrew organiza otro grupo, The Brew, junto a Doug Ferguson en el bajo y Andy Ward en la batería. 
El trío se unió al solista Phil Goodhand-Tait para la grabación del disco "I think I´ll Write A Song" y su posterior gira a principios de 1971.
Para diciembre de 1971, Camel ha adquirido ya su nombre definitivo y la formación clásica del grupo, con Peter Bardens (teclados, voz), Doug Ferguson (bajo, voz), Andy Ward (batería, percusiones) y Andrew Latimer (guitarra, flauta, voz).

### Primeras apariciones (1972 - 1975)
En agosto de 1972, firmaron un contrato con MCA Records y grabaron su primer disco. En medio de las grabaciones, el productor Dave Williams les sugiere que contraten un cantante. Tras realizar una audición a casi 30 candidatos, deciden cantar ellos mismos. El timbre peculiar de las voces de Latimer y Bardens se convierte en uno de los rasgos distintivos del grupo.
Su álbum homónimo de debut lanzado en 1973, Camel, obtiene poco éxito. Sin embargo, con el tiempo se convertiría en uno de sus trabajos más representativos. Canciones como Slow Yourself Down o Never Let Go y números instrumentales como Arubaluba o Six Ate fueron perfilando el sonido de la banda. La exigencia y falta de éxito comercial les lleva a romper con su discográfica, tras lo cual recalan en Decca, con la que permanecieron durante los diez años siguientes.
El primer disco para Decca, segundo de su carrera, fue Mirage. Álbum grabado noviembre de 1973 y lanzado en marzo del año siguiente. Aquí Latimer se estrena ejecutando la flauta, dándole un nuevo sonido característico a la banda.  No hubo sencillo de promoción, ni tampoco entró en las listas inglesas, pero la respuesta de los medios de comunicación en general con el disco acabado era muy prometedora. La prestigiosa revista Sounds fue una de las primeras en alabar el trabajo y Andy Ward y Doug Ferguson fueron descritos como una máquina bien engrasada. Aún más lejos fue la revista musical Beat que declaró a Mirage como Álbum del Mes, y finalmente llegó la sorpresa cuando el disco entró en los Billboard Top 149 y permaneció visible durante nada menos que 13 semanas. Hoy, Mirage está considerado como uno de los discos imprescindibles dentro del rock sinfónico de todos los tiempos. La revista Rolling Stone lo incluyó en el puesto 21 de los 50 grandes discos de Rock Progresivo de todos los tiempos.

### Reconocimiento internacional (1975 - 1980)
En abril de 1975 editan el álbum The Snow Goose, enteramente instrumental, que está basado en la novela homónima de Paul Gallico. Aunque el propio escritor mostró su descontento, pues los relacionó con la marca de cigarrillos —Gallico los detestaba— se trata de una obra magistral que se convertiría en el álbum clásico del grupo. El 17 de abril de 1975 el álbum fue presentado en un concierto en el Royal Albert Hall de la capital inglesa junto a la Orquesta Sinfónica de Londres . Fue el paso definitivo de Camel a la escena internacional.  Por vez primera entra en las listas inglesas de los álbumes más vendidos alcanzando el Top 20 y manteniéndose en listas durante más de tres meses , alcanzando el honor de revistas prestigiosas como Melody Maker y participaron en el programa de televisión "Old Grey Whistle Test" de la BBC (donde actuaron junto a una pequeña orquesta de cámara). 
En 1976 editan Moonmadness, reclutando al saxofonista Mel Collins para su presentación en vivo. El baterista Ward empujaba el sonido de la banda hacia el jazz y eso trajo las primeras tensiones en el grupo, que dieron como resultado la marcha de Ferguson. 
En 1977 se edita Rain Dances, con varias colaboraciones de músicos como Brian Eno, y entra al grupo Richard Sinclair, ex-Caravan. 
En 1978 sale el álbum Breathless, tras cuyo lanzamiento Peter Bardens abandona Camel. Como sustitutos para la gira correspondiente contrataron dos teclistas: Dave Sinclair, primo de Richard Sinclair y ex-Caravan, y a Jan Schelhaas, que más adelante acabarían uniéndose a Caravan. 
Estos cuatro últimos trabajos discográficos les dieron el éxito tanto en Europa como en Japón. 
Al finalizar la última gira, los Sinclair se fueron y les relevaron Kit Watkins y Colin Bass. Esta formación grabó su álbum más comercial hasta la fecha, I Can See Your House From Here (1979).

### Los años 80' (1980 - 1990)
El grupo inició la década con el álbum conceptual Nude (1981)grabado en los legendarios Abbey Road Studios. Basado en la historia del soldado japonés Hiroo Onoda, que se mantuvo oculto durante varios años después de acabada la Segunda Guerra Mundial, sin saber que ésta ya había acabado.
Para este disco Latimer tuvo que recurrir a los teclados de Duncan MacKay, ya que Watkins y Schelhaas andaban inmersos en otros proyectos, si bien participaron en la gira de presentación del LP. Comenzó a colaborar en las letras la esposa de Latimer, Susan Hoover. 
Ya en 1981 la compañía discográfica celebra los diez años del grupo y la cifra de 1.500.000 copias vendidas de sus discos anteriores y edita "The Chamaleón" un recopilatorio con canciones escogidas por Latimer y Ward.
A mediados de 1981, Andy Ward abandona la banda por problemas con las drogas y el alcohol y Camel se disuelve. 
Sin grupo y presionado por la discográfica para sacar un nuevo disco, Latimer se rodea de músicos invitados para sacar The Single Factor y formaliza una nueva banda compuesta por Chris Rainbow, David Paton, Stuart Tosh, Andy Dolby y Kit Watkins para realizar un Tour por Europa celebrando el 10 aniversario de Camel.
Luego saldría Stationary Traveller, álbum en que Latimer buscó la colaboración de Ton Scherpenzeel, teclista del grupo neerlandés Kayak, y el baterista Paul Burgess. Este trabajo fue muy bien recibido por la crítica y Colin Bass volvió para la gira, junto con Chris Rainbow y Richie Close. A partir de este momento, Bass estaría presente en todas las formaciones de Camel.
Tras la publicación de Pressure Points, concierto grabado durante la gira de 1984, la banda desapareció por un largo periodo.

### Nacimiento de Camel Productions (1991 - 2000)
A inicios de la década de 1990 Latimer volvió a usar el nombre de Camel, aunque él era ya el único miembro fundador que permanecía en el grupo. Decide vender su casa en Inglaterra y se muda a Estados Unidos, donde funda el sello discográfico Camel Productions. 
En el año 1991 el grupo edita Dust and Dreams, un álbum conceptual basado en la novela Las uvas de la ira de John Steinbeck.
Dust and Dreams fue escrito a mediados de los ochenta pero Andy Latimer reescribió gran parte del álbum ya en California incorporando músicos estadounidenses. 
Tras siete años sin salir de gira el grupo se pone en marcha como cuarteto con Andy Latimer, Colin Bass, Paul Burgess más la inclusión de Mickey Simmons (ex-Mike Oldfield, Fish) en los teclados. Tanto la gira como el disco fue muy bien recibido por la crítica, especialmente en el Norte de Europa, lo que en cierta manera significaba un éxito para el grupo tras apostar por su independencia del mainstream.
Ahora, con la total libertad artística consolidada Camel comienza una producción discográfica de los años siguientes que comprende numerosos álbumes en directo de anteriores giras y nuevos álbumes y colaboraciones con otros artistas. 
El siguiente álbum en estudio concebido entre Andy y su esposa Susan, fue Harbour of Tears (1996), dedicado al puerto de Cobh (Irlanda), desde donde embarcaron muchos emigrantes hacia EE. UU. durante la gran hambruna irlandesa de 1845-1849. Tras ello realizaron una gira por Estados Unidos, Europa y Japón, tras la cual editaron Coming of Age en doble CD y DVD grabado en directo en la misma.
Harbour of Tears recuperó a muchos de los seguidores de Camel y entra en las listas Neerlandesas devolviendo al grupo el interés de los seguidores del rock progresivo.
En 1999 la banda formada por Latimer, Stewart, Bass y Scherpenzeel grabó Rajaz, un retorno a sus raíces de rock progresivo, inspirado en el rastro dejado por los dromedarios en desierto que sirve de guía a los nómadas.  Álbum diferente en composición a los dos anteriores en el que predominaba la música más sinfónica y compuesta desde el piano, en este nuevo disco la guitarra se convierte en centro de la mayoría de los temas.
Ese mismo año, Colin Bass edita un álbum en solitario,  el fabuloso "An Outcast of the Islands" que contaba con la participación de sus compañeros Andy Latimer y Dave Stewart.
Pero tras la grabación del disco, Stewart deja la banda y se muda a Escocia, y para la gira de ese año, fue sustituido por Denis Clement, incorporándose también a los teclados Guy LeBlanc.  Quedando la formación de la siguiente manera: Andy Latimer, Colin Bass, Denis Clement y Guy Leblanc.
A mediados del año 2000 emprenden una serie de conciertos y en 2001 por primera vez, el grupo realiza una exitosa gira por Sudamérica.
En el 2002 lanzan un nuevo álbum de estudio titulado A Nod and a Wink, como homenaje a Peter Bardens, fallecido en enero del mismo año, y en 2003 emprenden una gira mundial a la que denominan "The Last Farewell" con la que comunican el fin de giras mundiales y centrarse más en giras más limitadas en espacio y tiempo.

### Regreso a Inglaterra (2006 - 2010)
Luego de un tiempo, el grupo desaparece de escena durante un largo período, dando a conocer pocas noticias de Camel. Andy Latimer y Susan Hoover anuncian que retornan a Inglaterra donde establecen nuevamente la base de operaciones de Camel Productions en el futuro. En el año 2006 aparece la noticia de una colaboración de Andy Latimer con Roger Waters de Pink Floyd para unirse a la gira de Dark Side Of The Moon, pero finalmente no se lleva a cabo. 
En el año 2008 publican en su sitio oficial que una grave enfermedad había afectado la salud de Andrew Latimer. Este mismo año recibe un trasplante de médula ósea acompañado de un intenso tratamiento, con el cual logra recuperar casi el total de su salud. Tras esta conmovedora noticia para Camel, la banda se toma una pausa indefinida, esperando la recuperación completa de Latimer, y tampoco dan a conocer nuevas noticias.
Finalmente en el año 2010 se publica el DVD The Opening Farewell, perteneciente al último concierto dado en su última gira, y Andy comienza a reaparecer como músico sesionista en varios álbumes y colaboraciones con distintos grupos.

### Retorno a los escenarios
Camel regresa en 2013 a los escenarios con una extensa gira por Europa y Reino Unido de conciertos celebrando los 40 años del mítico álbum The Snow Goose, del cual se publica una reedición. 
Bajo la nueva formación compuesta por Andy Latimer, Colin Bass, Guy LeBlanc, Jason Hart y Denis Clement, el grupo vuelve a surgir en escena. Durante la gira se graba el concierto en el Teatro Barbican de Londres y editado posteriormente en DVD In From The Cold, que se divide en 2 discos.
Andy Latimer recibió en 2014 el premio Lifetime Achievement de mano de la prestigiosa revista musical Prog de teamrock.com y una nominación en la categoría de Evento en Vivo por la gira The Snow Goose.
Para 2014-15 el grupo gira nuevamente por Europa presentando esta vez un repertorio de los temas más emblemáticos de su larga trayectoria, con especial atención al álbum Moonmadness el cual tocan casi al completo.  La formación sigue siendo la misma excepto la incorporación de Ton Scherpenzeel en sustitución debido a grave enfermedad de Guy LeBlanc, fallecido en 2015.
En mayo de 2016, Camel extiende sus actuaciones a Japón y Andy Latimer afirma tener grabado material casi para cinco discos, pero sin confirmar si al menos algo de ese nuevo material será editado. El puesto de teclista lo ocupa el joven Pete Jones.
El 17 de septiembre de 2018 Camel inició su gira "Moonmadness Tour 2018" en el Royal Albert Hall de Londres, donde grabaron su último material audiovisual.
A finales de 2021 Camel anunció en su sitio oficial la celebración por sus 50 años de una gira mundial llamada "50 Years Strong" para 2023, aunque esta fue cancelada por motivos de salud de Andy Latimer.

## Legado musical
Camel ha sido citado como influencia por artistas y bandas como Opeth, Rick Astley, The Alan Parsons Project, Brian Eno, Steven Wilson, Dream Theater, Änglagård, etc.
La canción "Benighted" del grupo Opeth está inspirada en "Never Let Go".
Fritha y Breathless (Álbum editado en 2001 tributo a "The Snow Goose") - Japón
The Humps Tributo a Camel - Israel
Lady Fantasy Tributo a Camel - Suecia
Raha Tributo a Camel - Irán
Andromida Tributo a Camel - Egipto
Camelo Tributo a Camel - Argentina
La Ruta de La Seda Tributo a Camel - España

## Miembros
Formación actual
- Andrew Latimer - guitarra, voces, flauta, teclados, bajo (1971- )
- Colin Bass - bajo, voces, teclados, guitarra acústica (1979-1981, 1984- )
- Denis Clement - batería, percusión, bajo, flauta (2000- )
- Pete Jones - teclados, voz (2016- )

Miembros antiguos
- Doug Ferguson - bajo, voces (1971-1977)
- Peter Bardens - teclados, voces (1971-1978)
- Andy Ward - batería, percusión (1971-1981)
- Richard Sinclair - bajo, voces (1977-1978)
- Mel Collins - saxofón, flauta (1977-1979)
- Jan Schelhaas - teclados (1979-1981)
- Kit Watkins - teclados, flauta (1979-1982)
- Chris Rainbow - voces en The Single Factor y Stationary Traveller (1982-1984)
- David Paton - bajo, voces en The Single Factor y Harbour of Tears; voces en Dust and Dreams (1982)
- Stuart Tosh - batería y percusión (1982)
- Andy Dolby - guitarra (1982)
- Richie Close - teclados
- Paul Burgess - batería, percusión (1984-1992)
- Dave Stewart - batería, percusión (1997-2000)
- Ton Scherpenzeel - teclados (1984, 1991, 1999, 2003)
- Guy LeBlanc - teclados y voces (2000-2003, 2013-2015)
- Tom Brislin - teclados (USA Tour 2003)
- Jason Hart - teclados, guitarras acústicas y voces (2013-2015)

Músicos de estudio adicionales
- 'Eddie' - congas en Camel
- Tony Cox - sintetizador en Camel
- Jimmy Hastings - flauta en "The Procession" de Mirage
- David Bedford - arreglos orquestales en Music Inspired by The Snow Goose
- Martin Drover - trompeta en Rain Dances
- Malcolm Griffiths - trombón en Rain Dances
- Brian Eno - teclados en Rain Dances
- Fiona Hibbert - arpa en Rain Dances
- Dave Sinclair - teclados en "Rainbow´s End" de Breathless
- Phil Collins - percusión en I Can See Your House From Here
- Duncan Mackay - teclados en Nude and The Single Factor
- Chris Green - violonchelo en Nude
- Gasper Lawal - percusión en Nude
- Herbie Flowers - tuba en Nude
- Graham Jarvis - batería en The Single Factor
- Dave Mattacks - batería en The Single Factor
- Simon Phillips - batería en The Single Factor
- Anthony Phillips - guitarra, teclados en The Single Factor
- Haydn Bendall - teclados en Stationary Traveller
- Francis Monkman - Sintetizador Synclavier en The Single Factor
- Tristian Fry - glockenspiel en The Single Factor
- Jack Emblow - acordeón en The Single Factor
- Mae McKenna - voces en Dust and Dreams y Harbour of Tears
- Christopher Bock - batería en Dust and Dreams
- Don Harriss - teclados en Dust and Dreams
- Neil Panton - oboe en Dust and Dreams; oboe, saxofón soprano, harmonium en Harbour of Tears
- Kim Venaas - timpani, armónica en Dust and Dreams
- John Burton - corno francés en Dust and Dreams y Harbour of Tears
- Mickey Simmonds - teclados en Harbour of Tears
- John Xepoleas - batería en Harbour of Tears
- Barry Phillips - violonchelo en Harbour of Tears and Rajaz
- Karen Bentley - violín en Harbour of Tears
- Anita Stoneham - violín en Harbour of Tears
- Terry Carleton - batería, percusión, coros en A Nod and a Wink
- JR Johnston - coros en A Nod and a Wink

## Discografía

### Álbumes
- Camel (1973)
- Mirage (1974)
- The Snow Goose (1975)
- Moonmadness (1976)
- Rain Dances (1977)
- Breathless (1978)
- I Can See Your House From Here (1979)
- Nude (1981)
- The Single Factor (1982)
- Stationary Traveller (1984)
- Dust and Dreams (1991)
- Harbour of Tears (1996)
- Rajaz (1999)
- A Nod and a Wink (2002)
- The Snow Goose Re-recorded (2013)

### Recopilaciones
- Chameleon (1982)
- A Compact Compilation (1986)
- The Collection (1986)
- Landscapes (1991)
- Echoes (1993)
- Master Series (1997)
- Lunar Sea (2001)
- Rainbow´s End Anthology (2010) 4CD Box
- Air Born: The MCA & Decca Years 1973-1984 (2023) 27CD and 5 Blur-Ray Box

### En vivo
- A Live Record (1978)
- Pressure Points (1984)
- On The Road 1972 (1992)
- Never Let Go (1993)
- On The Road 1982 (1994)
- On The Road 1981 (1997)
- Coming of Age (1998)
- Gods of Light '73-'75 (2000)
- The Paris Collection (2001)
- Live at The Royal Albert Hall, London, UK (2020)

### DVD
- Coming Of Age (directo, 13 de marzo de 1997, Billboard, Los Angeles, EE.UU.) (2002)
- Pressure Points (directo, 11 de mayo de 1984, Hammersmith Odeon, Londres, Reino Unido) (2003)
- Curriculum Vitae (2003)
- Footage (2004)
- Footage II (2005)
- Total Pressure (versión completa del concierto 'Pressure Points') (2007)
- Moondances (2007)
- The Opening Farewell - Live At The Catalyst (2010)
- In From The Cold - Live At The Barbican-London (2014)
- Ichigo Ichie, mayo de 2016, Ex Theater, Tokio, Japón (2017)
- Royal Albert Hall, septiembre de 2018, Londres, Reino Unido (2019)